# Repülj velem! (film, 1996)
A Repülj velem! (eredeti cím: Fly Away Home) 1996-ban bemutatott amerikai családi film. Rendező Carroll Ballard.
A film önéletrajzi regény alapján készült, ami Bill Lishman valós történetén alapul. Bill Lishman először 1986-ban próbálkozott azzal, hogy vadludakat betanítson arra, hogy kövessék ultrakönnyű repülőgépét, ami 1993-ban sikerült neki.
A történetben egy kislány Új-Zélandról átkerül apjához, Kanadába, ahol egy csapat elárvult kanadai vadludat visszavezet a természetbe.

## Cselekménye
|  | Alább a cselekmény részletei következnek! |

Új-Zélandon a 13 éves Amy Alden (Anna Paquin) anyjával utazik, amikor baleset éri őket, autójuk felborul, Amy anyja meghal. Amy kórházi ágyon ébred, ahol régen látott apjával találkozik. Szülei Amy hároméves korában elváltak.
Bohém feltaláló és szobrászművész apja, Thomas Alden (Jeff Daniels) Ontario tartományban lakik egy farmon. Amy ellenséges az apjával és annak barátnőjével, Susannal (Dana Delany) szemben is.
Az apa már másnap reggel bemutatkozik a lányának: a maga által fabrikált repülő alkalmatossággal körberepüli a házat, csak a leszállás okoz neki nehézséget, ugyanis a szerkezetnek sem motorja, sem kerekei nincsenek, így Thomas futva indítja el egy lejtőn, és futva is ér talajt, ahol minden esetben orra bukik.
Mivel Thomas szobrász, aki megrendelésekre dolgozik (például egy mesebeli megjelenésű sárkányt hegeszt) és a határidők sürgetik, ezért áthívja bátyját, Davidet, hogy „vigyázzon” a lányára.
Amikor egy építési vállalkozás miatt munkagépekkel fákat döntenek ki házuk közelében, hiába tiltakozik egy lakógyűlésen a rombolás ellen, amiben vadludak költőhelyei semmisültek meg. Nagybátyja, David Alden (Terry Kinney) laza felügyeletét kijátszva Amy kimegy a pusztítás helyszínére, és felfedez egy elhagyott tojást, majd amikor többet is talál, szakszerűen összeszedi és titokban a pajtában egy fiókos szekrényben helyezi el őket. Melegítés gyanánt egy viharlámpát tesz a fiók alá, amiben a tojások vannak. Pár napon belül kikelnek a fiókák, és mivel Amyt pillantják meg először, a bevésődés jelensége miatt őt fogadják el anyjuknak és ettől kezdve mindenhová követik.
Mivel Amynek iskolába kell járnia, Thomas segítséget kér a helyi vadőrtől a kisludak neveléséhez. A vadőr kijön hozzájuk, de ő az előírások betűjét tartja fontosnak, ezért le akarja vágni a kisludak szárnyait, hogy ne tudjanak repülni, de Amy fejbe vágja egy fém tállal, Thomas is feldühödik és kihajítja a vadőrt a házból. A vadőr még figyelmezteti őket, hogy ebben az esetben a ludakat el kell koboznia.
Thomas utánaolvas a költöző madarak szokásainak, és az derül ki, hogy ha nem tanulják meg a hideg beállta előtt a melegebb táj felé az útvonalat, akkor találomra indulnak el, és jó eséllyel eltévednek vagy lelövik őket a vadászok. Mindenekelőtt repülni kell megtanulniuk.
Amy eleinte a kisludakkal alszik, velük fürdik, hiszen mindenhová követik. Amikor kissé nagyobbak lesznek, Amy a réten futtatja őket, hogy erősödjenek. Észreveszi, hogy az egyik kislúd biceg, ezért a „bicebóca” nevet akarja neki adni, de nagybátyja ötletére inkább Igornak hívja Frankenstein doktor szolgájának neve után.
Kis ismerkedés után a ludak Thomast is követni kezdik, de csak a talajon. Amikor felszáll az immár motorosnak átépített géppel, a ludak számára érdektelenné válik és visszatérnek „anyjukhoz”. Amy is tisztában van a helyzettel, ezért megpróbál felszállni a repülőgéppel, amikor senki sem figyeli. A ludak követni kezdik, de Amy nem tudja vezetni a gépet, ezért még felszállás előtt egy kerítésbe rohan vele. Apja rájön, hogy Amynak kell vezetnie a gépet, akkor a ludak követni fogják.
Nincs azonban pénzük egy újabb gép alkatrészeire (a repülőgépet Thomas egy barátja segítségével maga állította össze), ezért eladja a saját maga építette modellt, az amerikai holdkomp pontos másolatát, amit idáig őrizgetett (azért építette meg, „mert az eredeti a Holdon maradt”). Később kiderül, hogy felesége az ilyen hóbortok miatt vált el tőle.
Az új gép egy hatalmas vadludat formáz a szárnyával és előre nyúló nyakával, még a festésével is, így teljesen élethű (bár erre valószínűleg nincs szükség). Apja a repülés alapjaira kezdi tanítani Amyt, akkor hamar megtanulja annak fortélyait. Amikor végre felszáll, a ludak követik!
David ismer egy költöző madarakkal foglalkozó tudóst, aki az Egyesült Államokban él, Észak-Karolinában, ezért odautazik tanácsot kérni tőle. A tudós egy madaraknak szánt rezervátumot mutat neki (területe mindössze 120 km²), ahol azonban egy árva madár sincs, és ha nem lesznek ott madarak november 1-jére, akkor egy építési vállalkozó fogja hasznosítani a területet. Amikor David vázolja neki a tervüket, hogy ti. vadludakat hoznának magukkal úgy, hogy a madarak egy könnyű repülőgép után repülnének, a tudós kijelenti, hogy ez képtelenség. Mivel azonban nincs jobb ötletük, belevágnak. Megtervezik az útvonalat és a leszállási helyeket, mivel több száz megteendő kilométerről és négynapos útról van szó. Az indulás napját előrehozzák október 22-re, az esetleges rossz időre számítva. Amy repteti a madarait, hogy erősödjenek és szokják a repülést, azok hűségesen követik, de a tervezett napi adagnál jóval kisebb távokat repül velük, a vadludak így is kifáradnak a szokatlan edzéstől. A terv az, hogy két repülőgéppel mennek, a földön pedig autóval David, Susan és Thomas segítője, aki ért a repülőgéphez, kísérik őket és rádión tartják a kapcsolatot.
Az egyik repülési gyakorlat alkalmával, amikor Igor is végre felszáll a levegőbe, túl közel megy a géphez, és összeütközik vele, majd gágogva lezuhan az erdőben. A csapat éjszaka, zseblámpákkal keresi az elveszett madarat. Ezalatt a vadőr a kocsijába pakolja a földön, közös ketrecben várakozó, békés vadludakat. A társaság megtalálja a sérül Igort, és döbbenten veszik észre, hogy a többi eltűnt, de rögtön gondolják, hogy honnan fúj a szél.
Mivel nincs vesztegetni való idejük, másnap reggel megvárják, amíg a vadőr elmegy a kocsijával. David a helyettesnek azt a kitalált történetet adja elő, hogy táborozás közben egy állat megrémisztette és elhozta magával egy ketrecben. Amikor kimennek az autójához, a ketrec nyitva van, ezért David azt javasolja, hogy kezdjék el keresni az „állatot”. Eközben Thomas barátja kiengedi az egyenként szűk ketrecbe zárt ludakat, Amy pedig ebben a pillanatban repül el az épület fölött. A ludak észreveszik és követik.
A gondos előkészítést kissé cáfolva Thomas bevallja a lányának, hogy nem csak a ludak kiszabadításával követtek el törvénysértést, hanem engedélyük sincs a repülési útvonalra.
Mivel ködbe kerülnek és az üzemanyaguk is fogytán van, ezért kapóra jön, hogy az Ontario-tó partján egy kifutópályát vesznek észre, ahova le is szállnak a ludakkal együtt. Nincsenek tisztában vele, hogy riadalmat okoztak a katonai reptér személyzetének, ahonnan figyelemmel kísérték a légtérbe behatoló ismeretlen légi járművet, és egy vadászgép is majdnem elindult az elfogásukra. Szerencsére a repülőtér parancsnoka megértőnek mutatkozik, még közös csoportkép is készül a katonákkal. Az amerikai média ekkor felkapja a hírt, így mindenhol megismerik és vendégül látják őket éjszakára.
Thomas GPS-e elromlik (vagy csak az akku merült le), ezért lejjebb ereszkednek. A ködből hirtelen egy nagyváros felhőkarcolói bukkannak elő. A csapat Baltimore magas épületeihez képest alacsonyan repül, de széles utcák fölött haladva sikerül továbbmenniük.
A madár-rezervátumnál rengeteg ember gyülekezik, mivel meg akarják akadályozni az építkezés megkezdését, de hogy ez törvényes legyen, a madaraknak is ott kellene lenniük. Nem sokkal a végcél előtt Thomas gépének egyik alkatrésze eltörik, ezért vészleszállást hajt végre. Amy is leszáll, de apja ráparancsol, hogy neki tovább kell mennie, hogy a madarak biztonságban legyenek. Thomas lestoppol egy autót, ami elviszi a rezervátumhoz.
Amy ünneplő tömeg jelenlétében száll le, a madarai egy közeli vízre ereszkednek, majd önfeledt lubickolásba kezdenek.
A stáblista alatt megjelenő szöveg szerint tavasszal mind a 16 vadlúd (köztük Igor) önállóan visszatért Aldenékhez, a költőhelyükre.
|  | Itt a vége a cselekmény részletezésének! |

## Szereposztás
(Forrás: Imdb.com)
| Színész             | Szerep                           | Magyar hang (1. változat) | Magyar hang (2. változat) |
| ------------------- | -------------------------------- | ------------------------- | ------------------------- |
| Jeff Daniels        | Thomas "Tom" Alden               | Dörner György             | Forgács Péter             |
| Anna Paquin         | Amy Alden                        | Molnár Ilona              | Nagy Katica               |
| Dana Delany         | Susan Barnes                     | Kocsis Judit              | Spilák Klára              |
| Terry Kinney        | David Alden                      | Mihályi Győző             | Scherer Péter             |
| Holter Graham       | Barry Stickland                  | Bor Zoltán                | Előd Álmos                |
| Jeremy Ratchford    | Glen Seifert                     |                           | Rába Roland               |
| Deborah Verginella  | Amy anyja                        |                           |                           |
| Michael J. Reynolds | ezredes, a repülőtér parancsnoka |                           |                           |
| David Hemblen       | Dr. Killian                      |                           |                           |
| Ken James           | repülőgép-szerelő                |                           |                           |
| Nora Ballard        | Jackie                           |                           |                           |
| Sarena Paton        | Laura                            |                           |                           |
| Carmen Lishman      | idősebb lány                     |                           |                           |
| Christi Hill        | idősebb lány                     |                           |                           |
| Judith Orban        | tanár                            |                           |                           |
| Jeff Braunstein     | elnök                            |                           |                           |
| John Friesen        | kisvárosi üzletember             |                           |                           |
| Chris Benson        | farmer                           |                           |                           |
| Kevin Jubinville    | katonai rendész                  |                           |                           |
| Philip Akin         | a légierő riportere              |                           |                           |
| Gladys O'Connor     | földműves asszony                |                           |                           |
| Geoff McBride       | hivatalnok                       |                           |                           |

## Megjelenése
- 1996. szeptember 5., Torontói Nemzetközi Filmfesztivál, Kanada
- 1996. szeptember 13., Amerikai Egyesült Államok
- 1997. augusztus 7., Magyarország (VHS videón jelent meg, moziban nem játszották)

### Házimozi
- 1997. április 29., DVD-megjelenés
- 2001, DVD Special Edition
- 2009. április 7., Blu-ray-kiadás.

A film kísérőzenéjének CD-je 1996-ban jelent meg.

## Fogadtatás
Az amerikai filmkritikusok véleményét összegző Rotten Tomatoes 85%-ra értékelte 34 vélemény alapján.
A szerény költségvetés ellenére a film az USA-ban 25 millió dollárt keresett a mozikban, nemzetközi bevételekkel együtt 31 milliót. A nézők és kritikusok egyaránt dicsérték. Roger Ebert, a Chicago Sun Times filmkritikusa így írt: „A filmben több olyan jelenet van, ami már önmagában megérné a mozijegy árát... [ezek között van] az a pompás jelenet, amikor a ködből Baltimore felhőkarcolói jelennek meg a levegőben és az irodai dolgozók észreveszik a kislányt a ludakkal elrepülni az ablakuk előtt.” Janet Maslin, a The New York Times kritikusa hasonlóan lelkes a film kapcsán: „Mr. Ballard egy potenciálisan sziruposnak ígérkező gyerekfilmet a 90-es évek lélekemelő meséjévé alakít.” Frederic és Mary Ann Brussat így ír: „A film izgalmat okoz és érzelmeket mozgat meg, kreatív módon mutatja meg, ahogy emberek és állatok szolgálják, segítik és szeretik egymást.”

## Díjak, jelölések
elnyert díjak
- 1997, Broadcast Film Critics Association Critics Choice Award – legjobb családi film kategória
- 1997, Christopher Award – legjobb családi film
- 1997, Young Artist Award (fiatal művész díja) – legjobb családi filmdráma kategória
- 1997, Genesis Award – legjobb játékfilm

jelölések
A film operatőrét, Caleb Deschanelt jelölték Oscar-díjra, és az American Society of Cinematographers díjára, de egyiket sem kapta meg.
- Young Artist Award (legjobb fiatal művész díja játékfilmben) – Anna Paquin[8]
- Leading Young Actress (legjobb fiatal művésznő)
- Best Family Feature – Drama (legjobb családi filmdráma)

## A film készítése

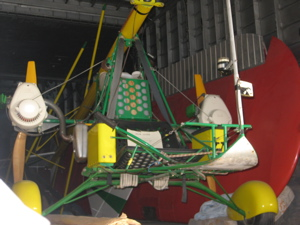
Egy ultrakönnyű repülőgép a Western Canada Aviation Museum kiállításán, amit a film népszerűsítésére használtak

Thomas Alden házának ábrázolásához két farmon forgattak Ontario tartomány délkeleti részén, Lindsay közelében. A forgatás 1995-ben kezdődött. A filmben látható városka már az 1983-as A Christmas Story c. filmben is szerepelt, majd 1998-ban a A Cool Dry Place-ben. A kovácsműhely a The Last Buffalo c. film számára készült Purple Hillben (Ontario).
A filmben alkalmazott két ultrakönnyű repülőgép egy UFM Easy Riser és egy Cosmos Trike volt. Az Easy Riser először mint kerekek nélküli, futással indítható siklórepülőgép jelenik meg. Lishman valóságos történetének megfelelően a gépet módosították, motort és ülést adtak hozzá.
Anna Paquin karaktere egy Cosmos Trike-on repül, aminek szárnyait átfestették, és felül egy lúdnyakat alakítottak ki, így felülről a gép hatalmas vadlúdnak néz ki. A szárnyfelületet meg kellett növelni, hogy a ludak természetes sebességéhez igazodva kisebb sebességgel is repülni tudjon.

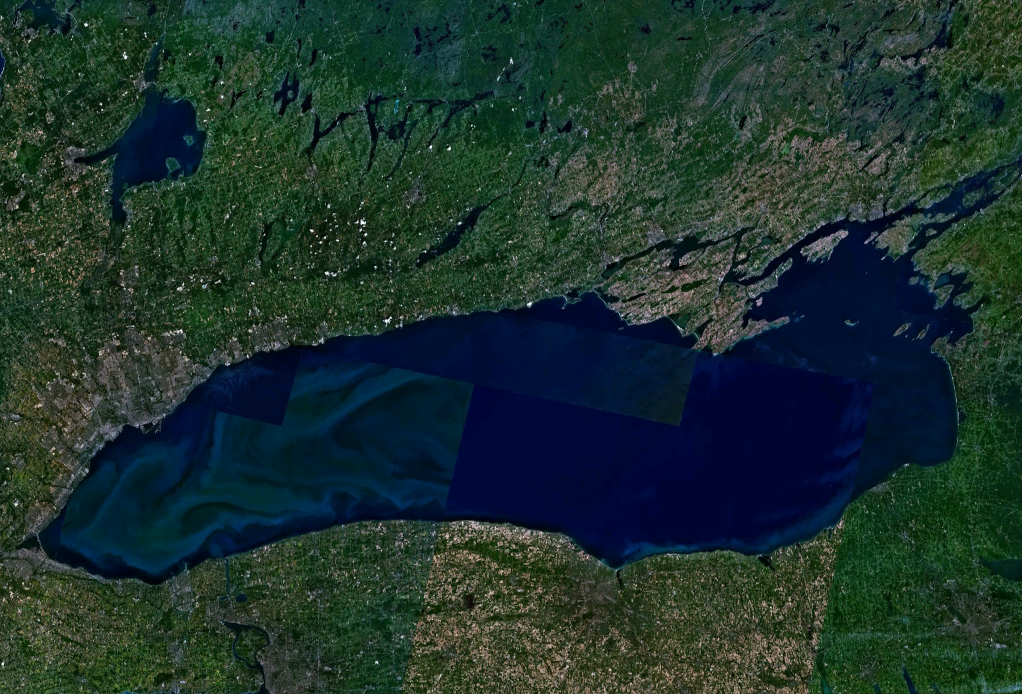
Az Ontario-tó műholdas felvételen
(a tó É-D irányban nagyjából 60 km széles)

A négynaposra tervezett repülés érinti a következő helyszíneket: Ontario-tó, Appalache-hegység, Pennsylvania állam, Maryland állam, Virginia állam. Sok felvétel helyszíne Port Perry és a Sandbanks Provincial Park (Ontario tartomány). A filmben Baltimore-ként ábrázolt nagyváros valójában Toronto, ahol a felvétel készült.
A forgatás alatt a film címe Flying Wild volt, ezt nem sokkal a bemutató előtt megváltoztatták Fly Away Home-ra. Az eredeti trailer még a régebbi nevet tartalmazza.

## Forgatási helyszínek
- Auckland, Új-Zéland
- Baltimore, Maryland állam, USA
- Niagara Falls Air Force Base (katonai légibázis), New York állam, USA
- Észak-Karolina állam, USA
- Port Perry, Ontario tartomány, Kanada
- Sandbanks Provincial Park, Ontario tartomány, Kanada
- Toronto, Ontario tartomány, Kanada

## Érdekesség
Carroll Ballard rendező és Caleb Deschanel operatőr már dolgozott együtt a „Fekete Villám” (The Black Stallion, 1979) és a „Ne féljünk a farkastól!” (Never Cry Wolf, 1983) filmeken.

## Fordítás
- Ez a szócikk részben vagy egészben  a   Fly Away Home című angol Wikipédia-szócikk fordításán alapul.  Az eredeti cikk szerkesztőit annak laptörténete sorolja fel. Ez a jelzés csupán a megfogalmazás eredetét és a szerzői jogokat jelzi, nem szolgál a cikkben szereplő információk forrásmegjelöléseként.